# Amata orphanaea
Amata orphanaea är en fjärilsart som beskrevs av Turner 1895. Amata orphanaea ingår i släktet Amata och familjen björnspinnare. Inga underarter finns listade i Catalogue of Life.